# Michael Berryman
Michael Berryman (Los Angeles, 4 september 1948) is een Amerikaans acteur.
Berryman staat bekend om het spelen in horrorfilms en B films. Hoewel hij in enkele klassieke films heeft gespeeld, is Berryman nooit doorgebroken als een bekende acteur. Hij speelt meestal de slechterik of monster in een horrorfilm. Berryman is ook te zien in meerdere videoclips van Mötley Crüe.
Hij lijdt aan ectodermale dysplasie.

## Filmografie (selectie)
- 1975:Doc Savage: The Man of Bronze
- 1975:One Flew Over the Cuckoo's Nest
- 1977:The Hills Have Eyes
- 1978:The Fifth Floor
- 1981:Deadly Blessing
- 1984:Invitation to Hell
- 1985:Weird Science
- 1985:My Science Project
- 1985:The Hills Have Eyes Part II
- 1986:Star Trek IV: The Voyage Home
- 1987:The Barbarians
- 1990:Solar Crisis
- 1991:Guyver
- 1991:Beastmaster 2: Through the Portal of Time
- 1991:Haunting Fear
- 1992:Little Sister
- 1994:Teenage Exorcist
- 1994:The Crow
- 1994:Double Dragon
- 1996:Mojave Moon
- 1996:Spy Hard
- 2005:The Devil's Rejects
- 2006:Penny Dreadful
- 2006:Fallen Angels
- 2017:The Evil Within

- Bibliothèque nationale de France: cb141554278 (data)
- Gemeinsame Normdatei: 1070868353
- International Standard Name Identifier: 0000 0001 1949 0861
- Library of Congress Control Number: no95051616
- Système universitaire de documentation: 083487581
- Virtual International Authority File: 7341149068464165730005